# Dittiosoma
I dittiosomi presenti nell'apparato del Golgi sono costituiti da gruppi di sacchi appiattiti, a forma di dischi, che prendono il nome di cisterne, che si presentano spesso ramificati ai margini in una complessa rete di tubuli. I dittiosomi hanno una funzione di secrezione più spesso all'esterno della cellula, e per quanto riguarda le cellule vegetali, in modo particolare quelle delle piante superiori (gimnosperme e angiosperme),  svolgono un ruolo importante nella sintesi della parete cellulare. Nei dittiosomi avviene la specificazione della destinazione delle proteine glicolisate, proprio mediante la rielaborazione della catena glucidica, attaccata a queste proteine.  I dittiosomi vengono anche definiti come "spazzini della cellula" perché la aiutano ad espellere sostanze di rifiuto, questi si trovano in tutte le cellule, ma soprattutto in quelle ghiandolari. I dittiosomi non sono presenti nei funghi.
| Controllo di autorità | Thesaurus BNCF 32631 |